# معرض الهجرة
معرض الهجرة هو معرض تاريخي متنقل داخل المملكة العربية السعودية، يحكي قصة هجرة الرسول محمد من مكة المكرمة إلى المدينة المنورة، والتي تمثل نقطة تحول مهمة في التاريخ الإسلامي وبدأ من حينها التاريخ الهجري. مقدم من مركز الملك عبد العزيز الثقافي العالمي (إثراء)، بالتعاون مع المتحف الوطني التابع لوزارة الثقافة.

## عن المعرض
المعرض عبارة عن 14 محطة يُعرض من خلالها منحوتات وقطع أثرية، ووثائق تاريخية، ولوحات وأعمال فنية، وأفلام وثائقية، وعروض تفاعلية تصوّر الرحلة والمشقة والأحداث التاريخية المهمة خلال الهجرة. انطلقت أول نسخة منه في مركز إثراء بالظهران عام 2018، والثانية في المتحف الوطني بالرياض عام 2023.